# هومبيرتو كوتا
هومبيرتو كوتا (بالإسبانية: Humberto Cota)‏ هو لاعب كرة قاعدة مكسيكي، ولد في 7 فبراير 1979 في San Luis Río Colorado ‏ في المكسيك.

## وصلات خارجية
- هومبيرتو كوتا على موقع دوري كرة القاعدة الرئيسي (الإنجليزية)
- هومبيرتو كوتا على موقعبيزبول رفرنس.كوم (الدوري الرئيسي) (الإنجليزية)
- هومبيرتو كوتا على موقعبيزبول رفرنس.كوم (الدوري الثانوي) (الإنجليزية)
- هومبيرتو كوتا على موقع إي إس بي إن.كوم (أم.أل.بي) (الإنجليزية)
- هومبيرتو كوتا على موقع مشجعي الرسوم البيانية (الإنجليزية)